# Fundació Catalunya Oberta
La Fundació Catalunya Oberta (FCO) fou un think tank català d'ideologia liberal, proper als postulats de Convergència i Unió, que exercí la seva activitat entre 2001 i el juny de 2017.
Joan Oliver va ser-ne el darrer president i Vicent Sanchis el darrer director. Alguns dels patrons de la fundació eren Lluís Prenafeta, Enric Canals, Joan Guitart, Josep Puigbó, Xavier Sala i Martín, Ferran Sáez, Joan Uriach i Antoni Vila. Segons l'associació, els seus objectius eren "analitzar, defensar i promoure els valors de la societat oberta, la llibertat, la democràcia i l'economia de mercat".